# Льєдо
Льєдо (ісп. Lledó, кат. Lledó d'Algars) — муніципалітет в Іспанії, у складі автономної спільноти Арагон, у провінції Теруель. Населення — 170 осіб (2010).
Муніципалітет розташований на відстані близько 340 км на схід від Мадрида, 140 км на північний схід від міста Теруель.

## Демографія
Динаміка населення (INE ):